# 泄帰泥
泄帰泥（呉音：せちぎない、漢音：せつきでい、拼音：Xièguīní、生没年不詳）は、中国後漢末期から三国時代の鮮卑族の大人（たいじん：部族長）のひとり。檀石槐の曾孫。扶羅韓の子で、歩度根の甥。泄帰尼とも書く。

## 経歴
鮮卑大人の扶羅韓の子として生まれる。
父が軻比能に殺害され、その勢力とともに軻比能に吸収されたが、軻比能は自分が泄帰泥の父を殺している事から、泄帰泥には特別に目をかけたという。その後、歩度根が使者を送り泄帰泥に誘いをかけ、泄帰泥はその部族民たちを引き連れて逃亡し、歩度根の元に身を置いた。
太和2年（228年）、護鮮卑校尉の田豫は通訳の夏舎を軻比能の娘婿の鬱築鞬の部族の下に行かせたが、鬱築鞬に殺されたので、その秋、田豫は西部鮮卑の蒲頭と泄帰泥を率い長城を出て鬱築鞬を討ち、これを大破した。
青龍元年（233年）になって、軻比能の方から誘いかけて歩度根と堅固な和親関係を結んだ。こうして歩度根は泄帰泥と部族民全部を率いて軻比能の配下に身を寄せると、并州を侵して略奪を働き、役人や民衆を殺害し俘虜として連れ去った。明帝（曹叡）は驃騎将軍の秦朗を征伐に向かわせた。泄帰泥は軻比能に叛いて、その部族民を率いて魏に降服すると、帰義王の位を授かり、元通り并州に居住する事を許された。